# Yeşilyurt, Araklı
Yeşilyurt là một thị trấn thuộc huyện Araklı, tỉnh Trabzon, Thổ Nhĩ Kỳ. Dân số thời điểm năm 2011 là 2.777 người.